# Roodborstkwartelduif
De roodborstkwartelduif (Zentrygon chiriquensis synoniem: Geotrygon chiriquensis) is een vogel uit de familie Columbidae (duiven).

## Verspreiding en leefgebied
Deze soort vogel komt voor in Costa Rica en Panama.

## Status
De grootte van de populatie is in 2019 geschat op 20-50 duizend volwassen vogels. Op de Rode lijst van de IUCN heeft deze soort de status niet bedreigd.